# Berg-Steinkraut
Das Berg-Steinkraut (Alyssum montanum) ist eine Pflanzenart aus der Gattung der Steinkräuter (Alyssum) innerhalb der Familie der Kreuzblütengewächse (Brassicaceae).

## Beschreibung

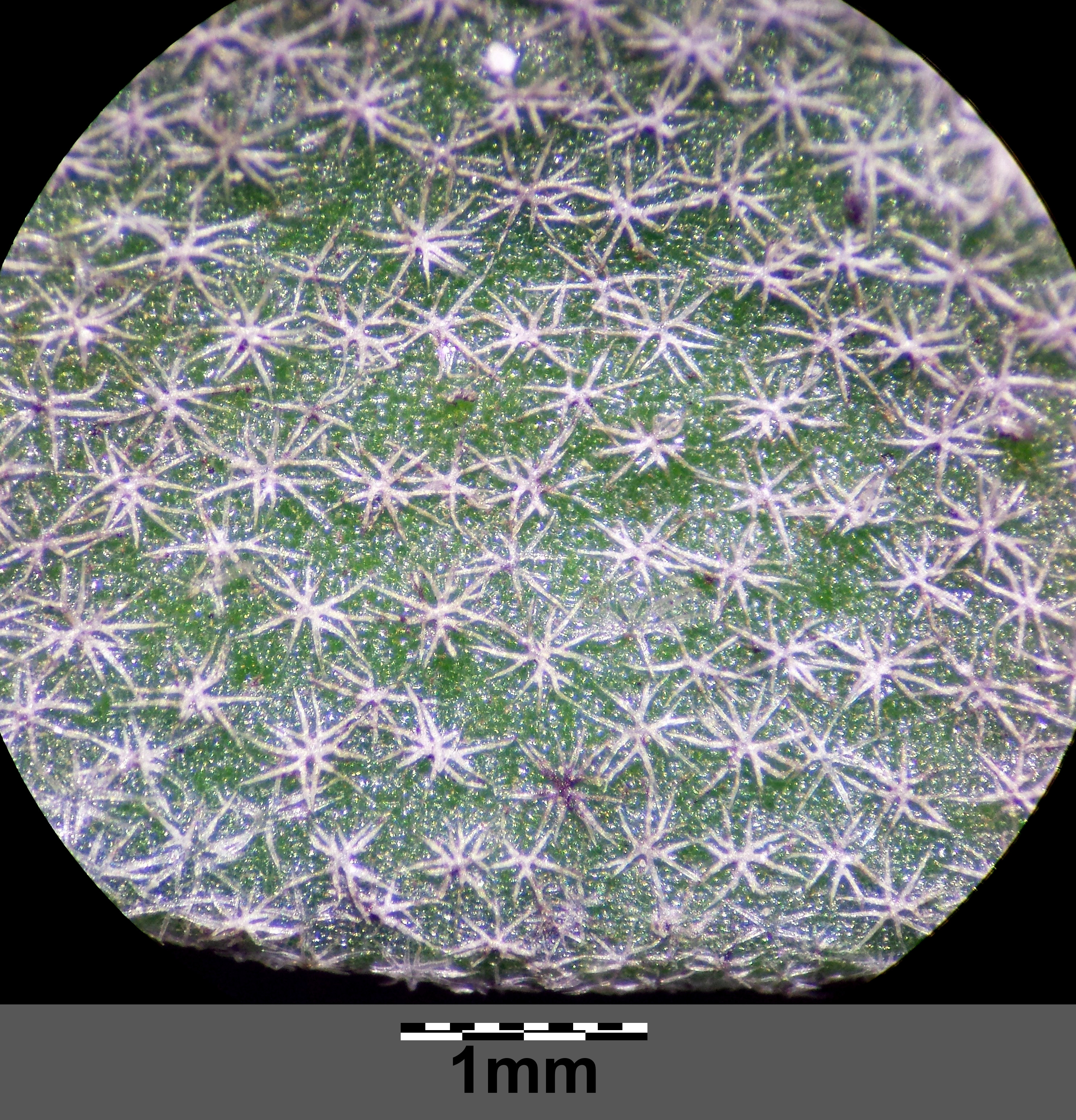
Laubblatt-Oberseite mit Sternhaaren von Alyssum montanum subsp. gmelinii

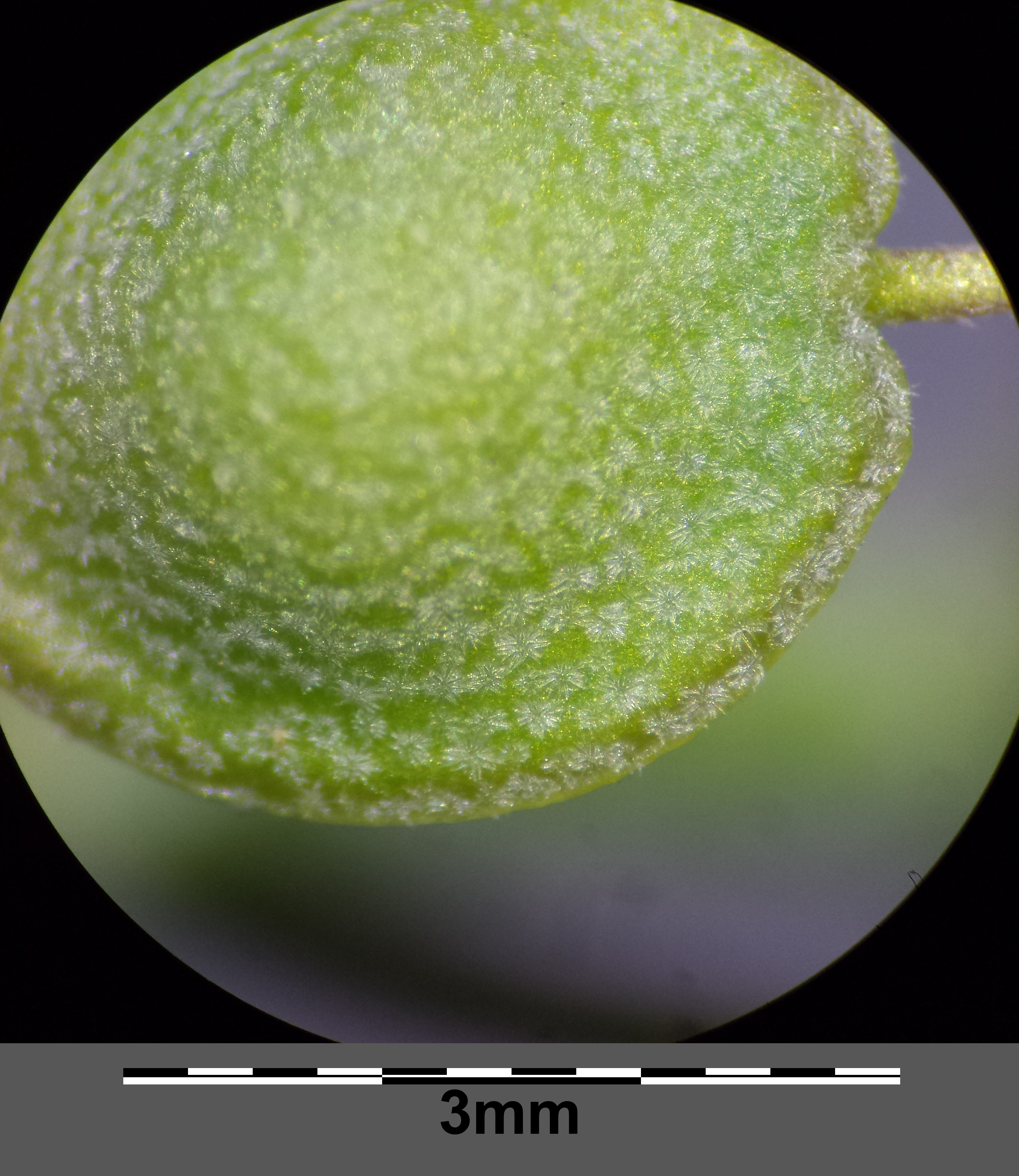
Fruchtoberfläche mit Sternhaaren von Alyssum montanum subsp. gmelinii

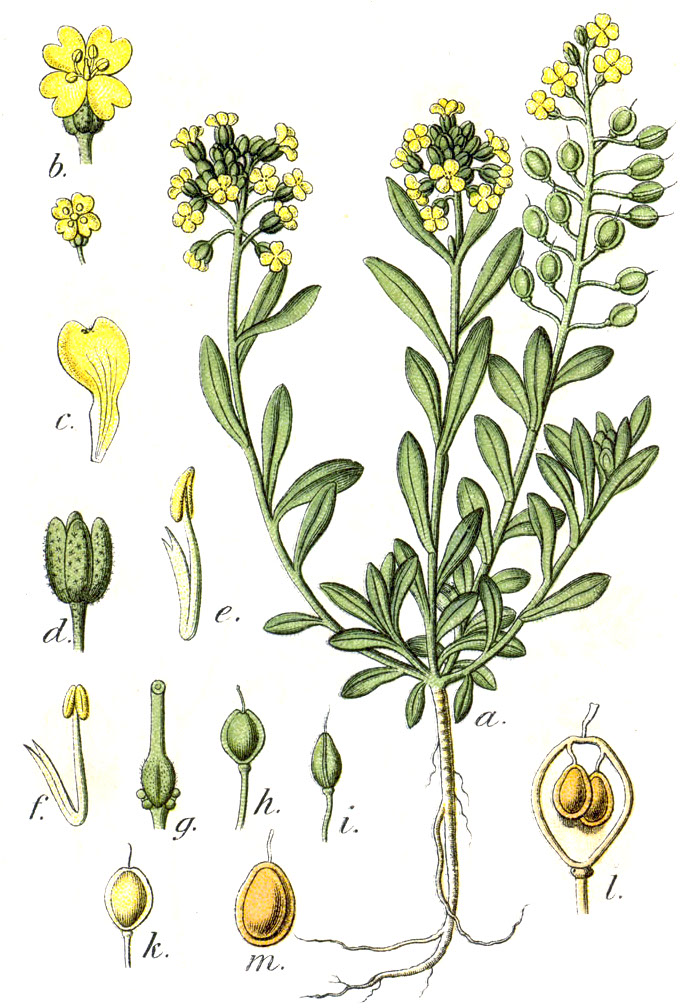
Illustration aus Sturm

### Vegetative Merkmale
Das Berg-Steinkraut wächst als mehrjährige krautige Pflanze und erreicht Wuchshöhen von 10 bis 25 Zentimetern. Jedes Pflanzenexemplar hat zahlreiche, aufsteigende, ziemlich regelmäßig beblätterte krautige Stängel. Sie besitzen ein etwas verholztes Rhizom.
Die Laubblätter sind graugrün, lanzettlich, die unteren verkehrt-eiförmig geformt, dicht gedrängt und etwa 8 bis 25 mm lang. Die oberen Blätter sind lockerer angeordnet und schmaler. Die Blattunterseite ist mit Sternhaaren (Trichome) dicht behaart und wirkt daher weißlich, während die Oberseite mehr weißlich-grünlich wirkt.

### Generative Merkmale
Die Blütezeit reicht vorwiegend von März bis Mai. Im endständigen, einfachen, anfangs schirmtraubigen, später durch Streckung der Blütenstandsachse bis zur Fruchtreife auf eine Länge von dann 3 bis 10 Zentimetern, traubigen Blütenstand befinden sich 15 bis 50 Blüten.
Die zwittrige Blüten ist vierzählig mit doppelter Blütenhülle. Die vier Kelchblätter sind 2 bis 3 Millimeter lang und fallen bald nach der Blüte ab. Die vier gelben Kronblätter sind bei einer Länge von 3 bis 6 Millimetern keilförmig und am oberen Ende etwas ausgerandet. Es sind sechs Staubblätter vorhanden. Die längeren Staubfäden sind geflügelt, die kürzeren besitzen am Grund ein Anhängsel.
Die Fruchtstiele sind ausgewachsen mit einer Länge von meist 4 bis 11 Millimetern ein- bis zweieinhalb-mal länger als die Schötchen und fast waagerecht abstehend. Die Schötchen sind bei einer Länge von 3,5 bis 6 Millimetern mehr oder weniger rundlich, von angedrückten Sternhaaren rau und enthalten nur ein bis zwei Samen pro Fruchtfach.

## Ökologie
Die Unterart Alyssum montanum subsp. montanum ist ein Spaltenwurzler und wurzelt bis zu 90 Zentimeter tief.

## Systematik

### Taxonomie der Art
Die Erstveröffentlichung von Alyssum montanum erfolgte 1753 durch Carl von Linné in Species Plantarum, Tomus II, S. 650. Synonyme für Alyssum montanum L. nom. cons. sind: Alyssum beugesiacum Jord. & Fourr., Alyssum brevifolium Jord. & Fourr., Alyssum collinum Jord. & Fourr. nom. illeg. non Brot., Alyssum porphyreticum Jord. & Fourr., Alyssum psammeum Jord. & Fourr., Alyssum spruneri Jord. & Fourr., Alyssum thessalum Halácsy, Alyssum xerophilum Jord. & Fourr., Alyssum vourinonense T.R.Dudley & Rech. f., Alyssum montanum var. obovatum Rchb., Alyssum montanum var. thiebautii Liou, Alyssum montanum var. graecum Halácsy, Alyssum montanum subsp. graecum (Halácsy) Hayek, Alyssum montanum subsp. collicola (Rouy & Foucaud) P.Fourn., Alyssum montanum subsp. gmelinii sensu Greuter & al. non (Jord. & Fourr.) Em.Schmid.
Bei Brassibase und Zozomová-Lihová et al. 2014 gibt es keine Subtaxa bei Alyssum montanum, dort sind die Subtaxa Synonyme mehrerer Arten.

### Unterarten in Mitteleuropa
Španiel et al. 2012 zeigen, dass diese Unterteilung in Subtaxa sowohl genetisch als auch morphologisch nicht haltbar ist und es sich bei der „Sand-Unterart“ um eine taxonomisch wertlose Varietät handelt. D. h. die Individuen entwickeln sich aufgrund der jeweiligen Bodeneigenschaften verschieden, ohne sich genetisch zu unterscheiden. Es gibt tatsächlich zwei Unterarten, die sich jedoch nicht über das Substrat, sondern über ihr Verbreitungsareal unterscheiden. Alyssum montanum subsp. montanum hat breitere Kronblätter und dichter behaarte Laubblätter und tritt in Südwestdeutschland, der Schweiz und Ostfrankreich auf. Bei dieser Sippe handelt es sich um die Nominatart, weil das Typusexemplar von Alyssum montanum L. zufälligerweise in jenem Areal aufgesammelt worden ist. Alyssum montanum subsp. gmelinii tritt u. a. im restlichen Zentraleuropa auf. Die Unterarten entstanden in Zentraleuropa allopatrisch, außerhalb dieses Gebiets sind sie noch unzureichend erforscht. Die beiden mitteleuropäischen Unterarten sind morphologisch nicht immer eindeutig voneinander zu unterscheiden. Bei Španiel et al. 2012 wird für Alyssum montanum subsp. gmelinii eine andere Chromosomenzahl (2n = 32) als für die Alyssum montanum subsp. montanum (2n = 16) angegeben.
Je nach Autor gibt es von der Art Alyssum montanum in Mitteleuropa traditionell zwei Unterarten mit folgenden Informationen:
- Berg-Steinkraut (Alyssum montanum L. subsp. montanum)[7] Es gibt Fundortangaben für Deutschland, die Schweiz, Monaco, Frankreich, Andorra, Spanien, Gibraltar, Belgien, Luxemburg, Tschechien, Slowenien, Bosnien und Herzegowina, Serbien, Kosovo, Bulgarien, Albanien, Montenegro, Nordmazedonien, Griechenland und den europäischen Teil der Türkei.[5]

Der Wuchs ist dicht, niederliegend oder aufsteigend. Die Laubblätter sind verkehrt-eiförmig und dicht behaart. Die Kronblätter sind sattgelb und 3 bis 6 Millimeter lang. Die längeren Staubfäden sind einseitig geflügelt. Die Schötchen sind oft kreisrund geformt und dicht behaart.
- Dünen-Steinkraut[8] oder Sand-Steinkraut (Alyssum montanum subsp. gmelinii (Jord. & Fourr.) Em.Schmid, Syn.: Alyssum arenarium C.C.Gmel.): Sie ist eine mehr osteuropäisch verbreitete Unterart, die von Mittelrussland, Bulgarien, Polen, Deutschland, Tschechien bis nach Österreich vorkommt.

Der Wuchs ist locker, aufsteigend oder aufrecht. Die Laubblätter sind schmal-länglich und locker behaart. Die Kronblätter sind blassgelb und etwa 3 bis 4 Millimeter lang. Die längeren Staubfäden sind beiderseitig geflügelt. Die Schötchen sind breitelliptisch und oft verkahlend.

### Unterarten außerhalb Mitteleuropas
Die Subtaxa gelten bei diversen Autoren als Synonyme mehrerer Arten.
Unterarten außerhalb Mitteleuropas sind:
- Alyssum montanum subsp. alibotushiense (Degen & Dren.) Stoj. & Stef. (Syn.: Alyssum montanum subsp. regis-borisii (Degen & Dren.) Stoj., Alyssum montanum var. regis-borisii Degen & Dren.): Sie kommt nur in Bulgarien vor.[5]
- Alyssum montanum subsp. collicola (Rouy & Foucaud) P.Fourn.: Sie kommt in Frankreich vor.[5]
- Alyssum montanum subsp. serbicum Novák: Sie kommt im Gebiet des früheren Jugoslawien vor.[5]

## Vorkommen und Gefährdung
Das Berg-Steinkraut kommt in Mitteleuropa zerstreut bis selten vor. In der Schweiz findet man die Alyssum montanum subsp. montanum selten und vereinzelt. Sie ist dort „potentiell gefährdet“. Die ökologischen Zeigerwerte nach Landolt et al. 2010 sind in der Schweiz: Feuchtezahl F = 1 (sehr trocken), Lichtzahl L = 4 (hell), Reaktionszahl R = 4 (neutral bis basisch), Temperaturzahl T = 4 (kollin), Nährstoffzahl N = 2 (nährstoffarm), Kontinentalitätszahl K = 4 (subkontinental).
Das Berg-Steinkraut ist in Deutschland in der Unterart Alyssum montanum subsp. montanum selten und vereinzelt im Südwesten, in der Mitte und im Südosten des Gebiets zu finden. Das Sand-Steinkraut (Alyssum montanum subsp. gmelinii) kommt sehr selten im Main- und Rheingebiet vor (siehe: Mainzer Sand). Beide Unterarten sind in Deutschland nach BArtSchV „besonders geschützt“. In der Roten Liste der gefährdeten Pflanzenarten nach Metzing et al. 2018 wird Alyssum montanum in der Kategorie 3 = „gefährdet“. Für Alyssum montanum subsp. montanum erfolgte eine Verschlechterung der Einstufung von 1998 mit „ungefährdet“ in die Kategorie 3 = „gefährdet“. Alyssum montanum subsp. gmelinii ist 1998 sowie 2018 in der Kategorie 2 = „stark gefährdet“.
In Österreich ist Alyssum montanum subsp. montanum im pannonischen Gebiet zerstreut, ansonsten selten zu finden. Die Vorkommen erstrecken sich auf die Bundesländer Niederösterreich, Burgenland, Steiermark, und Kärnten sowie unbeständig auf Tirol. Diese Unterart gilt in Österreich als gefährdet. Die Unterart Alyssum montanum subsp. gmelinii tritt sehr selten im pannonischen Gebiet Niederösterreichs auf und ist vom Aussterben bedroht.
Das Berg-Steinkraut wächst in Mitteleuropa in Steppenrasengesellschaften. Es gedeiht in Mitteleuropa meist auf warmen, trockenen Kalksand- und Kalksteinböden, seltener auch Buntsandsteinfelsen. In Mitteleuropa ist die Unterart Alyssum montanum subsp. montanum eine Charakterart des Verbands Seslerio-Festucion, kommt aber auch in Pflanzengesellschaften des Verbands Alysso-Sedion oder in denen der Klasse Festuco-Brometea vor. Die Unterart Alyssum montanum subsp. gmelinii ist eine Charakterart des Verbands Koelerion glaucae und kommt besonders im Jurineo-Koelerietum vor.